# القواسم (قرية)
قرية القواسم هي إحدى القرى التابعة لمركز مرسى مطروح في محافظة مطروح في جمهورية مصر العربية. حسب إحصاءات سنة 2018، بلغ إجمالي السكان في القواسم 1,128 نسمة، منهم 596 رجل و 532 امرأة.